# Bastida de' Dossi
Bastida de' Dossi är en ort och frazione i kommunen Cornale e Bastida i provinsen Pavia i regionen Lombardiet i Italien. 
Bastida de' Dossi upphörde som kommun den 4 februari 2014 och bildade med den tidigare kommunen Cornale den nya kommunen Cornale e Bastida. Den tidigare kommunen hade 172 invånare (2013).